# Фролов, Матвей Львович
Матве́й Льво́вич Фроло́в (9 декабря 1914—24 августа 1995) — советский и российский радиожурналист, основатель корреспондентского пункта Всесоюзного радио в блокадном Ленинграде, член Санкт-Петербургского союза журналистов, член правления Санкт-Петербургского союза журналистов, руководитель корреспондентского пункта Центрального телевидения и Всесоюзного радио в Ленинграде.

## Биография
Матвей Фролов родился в Санкт-Петербурге в 1914 году во время Первой мировой войны.
В 12 лет начал свой журналистский путь, написав небольшую заметку в детскую газету «Ленинские искры», в редакции которой проработал вплоть до начала Великой Отечественной войны.
Во время войны Матвей Фролов работал корреспондентом ТАСС. Создал корреспондентский пункт Всесоюзного радио в блокадном Ленинграде. Вёл репортажи из партизанских отрядов, с фронта, из осаждённого города. Матвей Фролов первым рассказал стране историю Тани Савичевой, первым сделал репортаж о юном партизане Лёне Голикове. Был создателем «звуковой летописи» Ленинграда. Значительной её частью стали репортажи о героизме блокадного города.
На своих репортёрских лентах Матвей Фролов запечатлел голоса Ольги Бергольц, Ивана Папанина, Дмитрия Шостаковича, Юрия Гагарина, Александра Брянцева, Михаила Дудина, Аркадия Райкина, Георгия Товстоногова.
Стал одним из инициаторов создания отделения Союза журналистов СССР в Ленинграде. Был избран секретарём правления. В 1969 году при Ленинградском союзе журналистов создал репортёрский клуб «Шариковая ручка». Работал редактором газеты «Ленинградская правда» (в настоящее время Санкт-Петербургские ведомости). Руководил корреспондентским пунктом Центрального телевидения и Всесоюзного радио, располагавшимся в Доме Радио на Итальянской улице.
Похоронен на Серафимовском кладбище Санкт-Петербурга.

## Память
В Петербурге была увековечена память о Матвее Фролове. На доме № 12 по набережной Мартынова, где Матвей Фролов жил с 1960 по 1995 год, открыта мемориальная доска. Именем Матвея Фролова назвали репортёрскую премию. В 1997 году Санкт-Петербургский союз журналистов выпустил книгу-воспоминание «Вольный сын эфира», посвящённую радиожурналисту Матвею Фролову.

## Награды
- Орден Дружбы народов (14 ноября 1980 года) — за большую работу по подготовке и проведению Игр XXII Олимпиады[8].